# سمر، سافک
سمر (به انگلیسی: Semer) یک روستا و محله مدنی در بریتانیا است که در Babergh واقع شده‌است. سمر ۱۳۰ نفر جمعیت دارد.